# Jana Rázlová
Jana Rázlová (* 15. November 1974 in Liberec) ist eine ehemalige tschechische Skilangläuferin.
Rázlová, die für den Skiklub Harrachov startete, lief bei den Nordischen Junioren-Skiweltmeisterschaften 1994 in Breitenwang. Dort holte sie Gold mit der Staffel. Zudem errang sie dort den 32. Platz über 5 km klassisch und den 26. Platz und den 15 km Freistil. Bei den Olympischen Winterspielen 1994 in Lillehammer belegte sie den 55. Platz über 5 km klassisch, den 52. Rang in der Verfolgung und den 42. Platz über 30 km klassisch.